# Uerzell
Uerzell ist ein Stadtteil von Steinau an der Straße im osthessischen Main-Kinzig-Kreis. Zu Uerzell gehört die Siedlung Klesberg.

## Geographische Lage
Uerzell liegt im Norden des Main-Kinzig-Kreises, etwa 11 km nördlich des Hauptortes von Steinau im Tal des Ürzeller Wassers, einem Zufluss des Steinaubachs. Uerzell grenzt im Nordosten an den Ort Hintersteinau, im Südosten an den Ort Kressenbach, im Süden an Steinau, im Südwesten an den Ort Ulmbach und im Nordwesten an den Ort Neustall.

## Geschichte

### Ortsgeschichte
Erstmals urkundlich erwähnt wurde das Dorf im Jahre 1289 unter dem Namen Urcele. Ein Bach mit dem Namen Urcelnaha findet bereits um 900 Erwähnung.
Um 1337 baute sich das niederadelige Geschlecht derer von Mörle eine kleine Wasserburg am Ort. Geringe Reste dieser Wasserburg sind noch vorhanden, allerdings in ein neuzeitliches Wohnhaus verbaut und damit nahezu unsichtbar. 1357 nahm Henz von Mörle, genannt Beheim, die von ihm neu erbaute Burg von Fulda zu Lehen. Balthasar Philipp von Mörle, genannt Böhm zu Urtzell, heiratete 1604 in zweiter Ehe Sybilla von Ebersberg (1578–1622) aus der Rhön; mit seinem Tod 1638 in Uerzell erlosch das Geschlecht in der männlichen Linie.
1684 und 1699 kaufte Fulda das Haus von den Thüngischen Erben und verlegte 1699 den Sitz des Amtes Ürzell hierher.
Hessische Gebietsreform (1970–1977)
Zum 31. Dezember 1971 wurde die bis dahin selbständige Gemeinde Uerzell im Zuge der Gebietsreform in Hessen auf freiwilliger Basis in die Nachbargemeinde Ulmbach eingegliedert. Diese wurde am 1. Juli 1974 kraft Landesgesetz in die Stadt Steinau, heute „Steinau an der Straße“ eingemeindet. Dadurch wurde Uerzell ein Stadtteil von Steinau, für den ein Ortsbezirk eingerichtet wurde.

### Verwaltungsgeschichte im Überblick
Die folgende Liste zeigt die Staaten und Verwaltungseinheiten, denen Uerzell angehört(e):
- 1373: Heiliges Römisches Reich, Fürstabtei Fulda, Amt Ulmbach
- ab 1699: Heiliges Römisches Reich, Fürstabtei Fulda, Amt Uerzell[Anm. 2]
- ab 1803: Heiliges Römisches Reich, Fürstentum Nassau-Oranien-Fulda, Amt Uerzell[Anm. 3]
- 1806–1810: Staat des Fürstprimas,[Anm. 4] Fürstentum Fulda, Amt Salmünster
- 1810–1813: Großherzogtum Frankfurt, Departement Fulda, Distrikt Salmünster
- ab 1816: Kurfürstentum Hessen,[Anm. 5] Großherzogtum Fulda, Amt Salmünster[9]
- ab 1821/22: Kurfürstentum Hessen, Provinz Hanau, Kreis Salmünster[10][Anm. 6]
- ab 1848: Kurfürstentum Hessen, Bezirk Hanau
- ab 1851: Kurfürstentum Hessen, Provinz Hanau, Kreis Schlüchtern
- ab 1867: Königreich Preußen,[Anm. 7] Provinz Hessen-Nassau, Regierungsbezirk Kassel, Kreis Schlüchtern
- ab 1871: Deutsches Reich, Königreich Preußen, Provinz Hessen-Nassau, Regierungsbezirk Kassel, Kreis Schlüchtern
- ab 1918: Deutsches Reich, Freistaat Preußen, Provinz Hessen-Nassau, Regierungsbezirk Kassel, Kreis Schlüchtern
- ab 1944: Deutsches Reich, Freistaat Preußen, Provinz Nassau, Landkreis Schlüchtern
- ab 1945: Deutsches Reich, Amerikanische Besatzungszone,[Anm. 8] Groß-Hessen, Regierungsbezirk Wiesbaden, Landkreis Schlüchtern
- ab 1946: Deutsches Reich, Amerikanische Besatzungszone, Hessen, Regierungsbezirk Wiesbaden, Landkreis Schlüchtern
- ab 1949: Bundesrepublik Deutschland, Hessen, Regierungsbezirk Wiesbaden, Landkreis Schlüchtern
- ab 1968: Bundesrepublik Deutschland, Hessen, Regierungsbezirk Darmstadt, Landkreis Schlüchtern
- ab 1972: Bundesrepublik Deutschland, Hessen, Regierungsbezirk Darmstadt, Landkreis Schlüchtern, Gemeinde Ulmbach
- ab 1974: Bundesrepublik Deutschland, Hessen, Regierungsbezirk Darmstadt, Main-Kinzig-Kreis, Stadt Steinau
- ab 1978: Bundesrepublik Deutschland, Hessen, Regierungsbezirk Darmstadt, Main-Kinzig-Kreis, Stadt Steinau an der Straße

## Bevölkerung

### Einwohnerstruktur 2011
Nach den Erhebungen des Zensus 2011 lebten am Stichtag dem 9. Mai 2011 in Uerzell 342 Einwohner. Darunter waren 15 (4,4 %) Ausländer. Nach dem Lebensalter waren 54 Einwohner unter 18 Jahren, 138 waren zwischen 18 und 49, 84 zwischen 50 und 64 und 63 Einwohner waren älter. Die Einwohner lebten in 141 Haushalten. Davon waren 36 Singlehaushalte, 39 Paare ohne Kinder und 45 Paare mit Kindern, sowie 18 Alleinerziehende und 3 Wohngemeinschaften. In 27 Haushalten lebten ausschließlich Senioren und in 90 Haushaltungen leben keine Senioren.

### Einwohnerentwicklung
| • 1789: | 13 Nachbarn                 |
| • 1812: | 22 Feuerstellen, 262 Seelen |

| Uerzell: Einwohnerzahlen von 1812 bis 2022 | Uerzell: Einwohnerzahlen von 1812 bis 2022 | Uerzell: Einwohnerzahlen von 1812 bis 2022 | Uerzell: Einwohnerzahlen von 1812 bis 2022 | Uerzell: Einwohnerzahlen von 1812 bis 2022 |
| --- | ------------------------------------------ | ------------------------------------------ | ------------------------------------------ | ------------------------------------------ |
| Jahr |                                            |                                            |                                            | Einwohner                                  |
| 1812 | 1812                                       |                                            | 262                                        | 262                                        |
| 1834 | 1834                                       |                                            | 326                                        | 326                                        |
| 1840 | 1840                                       |                                            | 362                                        | 362                                        |
| 1846 | 1846                                       |                                            | 351                                        | 351                                        |
| 1852 | 1852                                       |                                            | 363                                        | 363                                        |
| 1858 | 1858                                       |                                            | 363                                        | 363                                        |
| 1864 | 1864                                       |                                            | 357                                        | 357                                        |
| 1871 | 1871                                       |                                            | 366                                        | 366                                        |
| 1875 | 1875                                       |                                            | 347                                        | 347                                        |
| 1885 | 1885                                       |                                            | 297                                        | 297                                        |
| 1895 | 1895                                       |                                            | 312                                        | 312                                        |
| 1905 | 1905                                       |                                            | 307                                        | 307                                        |
| 1910 | 1910                                       |                                            | 313                                        | 313                                        |
| 1925 | 1925                                       |                                            | 297                                        | 297                                        |
| 1939 | 1939                                       |                                            | 278                                        | 278                                        |
| 1946 | 1946                                       |                                            | 375                                        | 375                                        |
| 1950 | 1950                                       |                                            | 378                                        | 378                                        |
| 1956 | 1956                                       |                                            | 346                                        | 346                                        |
| 1961 | 1961                                       |                                            | 356                                        | 356                                        |
| 1967 | 1967                                       |                                            | 360                                        | 360                                        |
| 1970 | 1970                                       |                                            | 356                                        | 356                                        |
| 1980 | 1980                                       |                                            | ?                                          | ?                                          |
| 1990 | 1990                                       |                                            | ?                                          | ?                                          |
| 2000 | 2000                                       |                                            | ?                                          | ?                                          |
| 2008 | 2008                                       |                                            | 367                                        | 367                                        |
| 2011 | 2011                                       |                                            | 342                                        | 342                                        |
| 2015 | 2015                                       |                                            | 337                                        | 337                                        |
| 2022 | 2022                                       |                                            | 329                                        | 329                                        |
| Datenquelle: Historisches Gemeindeverzeichnis für Hessen: Die Bevölkerung der Gemeinden 1834 bis 1967. Wiesbaden: Hessisches Statistisches Landesamt, 1968. Weitere Quellen: LAGIS; Stadt Steinau; Zensus 2011 |                                            |                                            |                                            |                                            |

### Historische Religionszugehörigkeit
| • 1885: | 05 evangelische (= 1,68 %), 292 katholischer (= 98,32 %) Einwohner |
| • 1961: | 11 evangelische (= 3,09 %), 337 katholische (= 94,66 %) Einwohner  |

## Politik
Für Uerzell besteht ein Ortsbezirk (Gebiete der ehemaligen Gemeinde Uerzell) mit Ortsbeirat und Ortsvorsteher nach der Hessischen Gemeindeordnung.
Der Ortsbeirat besteht aus fünf Mitgliedern. Bei den Kommunalwahlen in Hessen 2021 betrug die Wahlbeteiligung zum Ortsbeirat 58,82 %. Alle Kandidaten gehören der „Freien Wählerliste Uerzell“ an. Der Ortsbeirat wählte Bernhard Schöppner zum Ortsvorsteher.

## Wirtschaft
Größter Arbeitgeber im Ort ist die 1945 von Alfons Saum in Uerzell gegründete Firma Alsa, ein Hersteller von Schuhteilen. Die Produktion begann mit der Herstellung von Schuhabsätzen. Das Unternehmen wurde 1968 von der Continental AG gekauft. 1989 erfolgte der Weiterverkauf an den Schuhhersteller Birkenstock, dessen wichtigster Lieferant die Alsa ist. Im August 2013 gab die Geschäftsleitung bekannt, dass der gesamte Betrieb im Jahre 2014 nach Görlitz verlagert werden solle, wo das Unternehmen seit 2009 ein Zweitwerk besitzt. Von dem Umzug wären 280 Mitarbeiter betroffen gewesen. Seit Juni 2014 steht fest, dass dies durch die Zusammenarbeit der Tarifpartner abgewendet werden konnte: Die neue Strategie bedeutet für ALSA eine Produktion an zwei Standorten: In Görlitz wird die industrielle Massenfertigung ausgebaut. In Steinau-Uerzell sollen vor allem Kleinserien und Prototypen produziert sowie Entwicklungsprojekte realisiert werden. Perspektivisch können mindestens bis 2019 160 bis 200 Arbeitsplätze gesichert werden.